# Giro di Croazia 2021
Il Giro di Croazia 2021, nona edizione della corsa e valevole come evento dell'UCI Europe Tour 2021 categoria 2.1, si svolse dal 28 settembre al 3 ottobre 2021 su un percorso totale di 1083 km, con partenza da Osijek e arrivo a Zagabria, in Croazia. La vittoria fu appannaggio del britannico Stephen Williams, il quale completò il percorso in 25h45'17", precedendo il norvegese Markus Hoelgaard e l'olandese Mick van Dijke.
Sul traguardo di Zagabria 110 ciclisti, dei 134 partiti da Osijek, portarono a termine la competizione.

## Tappe
| Tappa  | Data         | Percorso             | km    | Vincitore di tappa | Leader cl. generale |
| ------ | ------------ | -------------------- | ----- | ------------------ | ------------------- |
| 1ª     | 28 settembre | Osijek > Varaždin    | 237   | Phil Bauhaus       | Phil Bauhaus        |
| 2ª     | 29 settembre | Slunj > Otočac       | 187   | Olav Kooij         | Olav Kooij          |
| 3ª     | 30 settembre | Capocesto > Macarsca | 167   | Milan Menten       | Milan Menten        |
| 4ª     | 1º ottobre   | Zara > Cirquenizza   | 197   | Olav Kooij         | Anders Skaarseth    |
| 5ª     | 2 ottobre    | Albona > Abbazia     | 137,5 | Stephen Williams   | Stephen Williams    |
| 6ª     | 3 ottobre    | Samobor > Zagabria   | 157,5 | Tim van Dijke      | Stephen Williams    |
| Totale | Totale       | Totale               | 1083  |                    |                     |

## Squadre e corridori partecipanti
| N.    | Cod. | Squadra                     |
| ----- | ---- | --------------------------- |
| 1-7   | TJV  | Jumbo-Visma                 |
| 11-17 | TBV  | Bahrain Victorious          |
| 21-27 | ISN  | Israel Start-Up Nation      |
| 31-37 | BEX  | Team BikeExchange           |
| 41-46 | CJR  | Caja Rural-Seguros RGA      |
| 51-57 | EKP  | Equipo Kern Pharma          |
| 61-66 | AUS  | Androni Giocattoli-Sidermec |
| 71-76 | EUS  | Euskaltel-Euskadi           |
| 81-87 | TNN  | Team Novo Nordisk           |
| 91-97 | UXT  | Uno-X Pro Cycling Team      |

| N.      | Cod. | Squadra                      |
| ------- | ---- | ---------------------------- |
| 101-107 | BWB  | Bingoal Pauwels Sauces WB    |
| 111-117 | CTF  | Cycling Team Friuli          |
| 121-127 | MSP  | HRE Mazowsze Serce Polski    |
| 131-135 | MKT  | Meridiana Kamen Team         |
| 141-147 | PUS  | P&S Metalltechnik            |
| 151-156 | RSW  | Team Felbermayr-Simplon Wels |
| 161-167 | VBG  | Team Vorarlberg              |
| 171-177 | ADR  | Adria Mobil                  |
| 181-187 | VOS  | Voster ATS Team              |
| 191-197 | WSA  | WSA KTM Graz                 |

## Dettagli delle tappe

### 1ª tappa
- 28 settembre: Osijek > Varaždin – 237 km

Risultati
| Pos. | Corridore            | Squadra | Tempo    |
| ---- | -------------------- | ------- | -------- |
| 1    | Phil Bauhaus         | Bahrain | 5h52'06" |
| 2    | Olav Kooij           | Jumbo   | s.t.     |
| 3    | Kristoffer Halvorsen | Uno-X   | s.t.     |

| Pos. | Corridore            | Squadra | Tempo    |
| ---- | -------------------- | ------- | -------- |
| 1    | Phil Bauhaus         | Bahrain | 5h51'56" |
| 2    | Olav Kooij           | Jumbo   | a 4"     |
| 3    | Kristoffer Halvorsen | Uno-X   | a 5"     |

### 2ª tappa
- 29 settembre: Slunj > Otočac – 187 km

Risultati
| Pos. | Corridore      | Squadra      | Tempo    |
| ---- | -------------- | ------------ | -------- |
| 1    | Olav Kooij     | Jumbo        | 4h22'07" |
| 2    | Itamar Einhorn | Israel       | s.t.     |
| 3    | Kaden Groves   | BikeExchange | s.t.     |

| Pos. | Corridore      | Squadra | Tempo     |
| ---- | -------------- | ------- | --------- |
| 1    | Olav Kooij     | Jumbo   | 10h13'57" |
| 2    | Phil Bauhaus   | Bahrain | a 6"      |
| 3    | Itamar Einhorn | Israel  | a 10"     |

### 3ª tappa
- 30 settembre: Capocesto > Macarsca – 167 km

Risultati
| Pos. | Corridore        | Squadra | Tempo    |
| ---- | ---------------- | ------- | -------- |
| 1    | Milan Menten     | Bingoal | 3h58'33" |
| 2    | Mick van Dijke   | Jumbo   | s.t.     |
| 3    | Anders Skaarseth | Uno-X   | s.t.     |

| Pos. | Corridore        | Squadra | Tempo     |
| ---- | ---------------- | ------- | --------- |
| 1    | Milan Menten     | Bingoal | 14h12'34" |
| 2    | Anders Skaarseth | Uno-X   | a 3"      |
| 3    | Mick van Dijke   | Jumbo   | a 6"      |

### 4ª tappa
- 1º ottobre: Zara > Cirquenizza – 197 km

Risultati
| Pos. | Corridore    | Squadra      | Tempo    |
| ---- | ------------ | ------------ | -------- |
| 1    | Olav Kooij   | Jumbo        | 4h49'16" |
| 2    | Kaden Groves | BikeExchange | s.t.     |
| 3    | Josip Rumac  | Androni      | s.t.     |

| Pos. | Corridore        | Squadra | Tempo     |
| ---- | ---------------- | ------- | --------- |
| 1    | Anders Skaarseth | Uno-X   | 19h01'50" |
| 2    | Milan Menten     | Bingoal | s.t.      |
| 3    | Mick van Dijke   | Jumbo   | a 6"      |

### 5ª tappa
- 2 ottobre: Albona > Abbazia – 137,5 km

Risultati
| Pos. | Corridore        | Squadra | Tempo    |
| ---- | ---------------- | ------- | -------- |
| 1    | Stephen Williams | Bahrain | 3h20'35" |
| 2    | Markus Hoelgaard | Uno-X   | a 10"    |
| 3    | Mick van Dijke   | Jumbo   | s.t.     |

| Pos. | Corridore        | Squadra | Tempo     |
| ---- | ---------------- | ------- | --------- |
| 1    | Stephen Williams | Bahrain | 22h22'20" |
| 2    | Mick van Dijke   | Jumbo   | a 17"     |
| 3    | Markus Hoelgaard | Uno-X   | a 18"     |

### 6ª tappa
- 3 ottobre: Samobor > Zagabria – 157,5 km

Risultati
| Pos. | Corridore        | Squadra | Tempo    |
| ---- | ---------------- | ------- | -------- |
| 1    | Mick van Dijke   | Jumbo   | 3h23'03" |
| 2    | Stephen Williams | Bahrain | s.t.     |
| 3    | Markus Hoelgaard | Uno-X   | s.t.     |

| Pos. | Corridore        | Squadra | Tempo     |
| ---- | ---------------- | ------- | --------- |
| 1    | Stephen Williams | Bahrain | 25h45'17" |
| 2    | Markus Hoelgaard | Uno-X   | a 17"     |
| 3    | Mick van Dijke   | Jumbo   | a 28"     |

## Evoluzione delle classifiche
| Tappa              | Vincitore          | Classifica generale Maglia rossa | Classifica a punti Maglia blu | Classifica scalatori Maglia verde | Classifica giovani Maglia bianca | Classifica a squadre |
| ------------------ | ------------------ | -------------------------------- | ----------------------------- | --------------------------------- | -------------------------------- | -------------------- |
| 1ª                 | Phil Bauhaus       | Phil Bauhaus                     | Phil Bauhaus                  | Marceli Bogusławski               | Olav Kooij                       | Jumbo-Visma          |
| 2ª                 | Olav Kooij         | Olav Kooij                       | Olav Kooij                    | Marcin Budziński                  | Olav Kooij                       | Jumbo-Visma          |
| 3ª                 | Milan Menten       | Milan Menten                     | Olav Kooij                    | Torstein Træen                    | Mick van Dijke                   | Jumbo-Visma          |
| 4ª                 | Olav Kooij         | Anders Skaarseth                 | Olav Kooij                    | Torstein Træen                    | Mick van Dijke                   | Jumbo-Visma          |
| 5ª                 | Stephen Williams   | Stephen Williams                 | Olav Kooij                    | Simon Yates                       | Mick van Dijke                   | Bahrain Victorious   |
| 6ª                 | Mick van Dijke     | Stephen Williams                 | Olav Kooij                    | Simon Yates                       | Mick van Dijke                   | Bahrain Victorious   |
| Classifiche finali | Classifiche finali | Stephen Williams                 | Olav Kooij                    | Simon Yates                       | Mick van Dijke                   | Bahrain Victorious   |

Maglie indossate da altri ciclisti in caso di due o più maglie vinte
- Nella 2ª tappa Kristoffer Halvorsen ha indossato la maglia blu al posto di Phil Bauhaus.
- Nella 3ª tappa Itamar Einhorn ha indossato la maglia blu al posto di Olav Kooij e Fran Miholjević ha indossato quella bianca al posto di Olav Kooij.

## Classifiche finali

### Classifica generale - Maglia rossa
| Pos. | Corridore        | Squadra      | Punti     |
| ---- | ---------------- | ------------ | --------- |
| 1    | Stephen Williams | Bahrain      | 25h45'17" |
| 2    | Markus Hoelgaard | Uno-X        | a 17"     |
| 3    | Mick van Dijke   | Jumbo        | a 28"     |
| 4    | Simon Yates      | BikeExchange | a 34"     |
| 5    | Urko Berrade     | Kern         | a 35"     |
| 6    | Gotzon Martín    | Euskaltel    | a 36"     |
| 7    | Roland Thalmann  | Vorarlberg   | a 38"     |
| 8    | Joel Nicolau     | Caja Rural   | s.t.      |
| 9    | José Félix Parra | Kern         | s.t.      |
| 10   | Alexis Guérin    | Vorarlberg   | s.t.      |

### Classifica a punti - Maglia blu
| Pos. | Corridore        | Squadra      | Punti |
| ---- | ---------------- | ------------ | ----- |
| 1    | Olav Kooij       | Jumbo        | 79    |
| 2    | Stephen Williams | Bahrain      | 75    |
| 3    | Markus Hoelgaard | Uno-X        | 56    |
| 4    | Kaden Groves     | BikeExchange | 55    |
| 5    | Milan Menten     | Bingoal      | 54    |

### Classifica scalatori - Maglia verde
| Pos. | Corridore        | Squadra      | Punti |
| ---- | ---------------- | ------------ | ----- |
| 1    | Simon Yates      | BikeExchange | 30    |
| 2    | Stephen Williams | Bahrain      | 25    |
| 3    | Torstein Træen   | Uno-X        | 23    |
| 4    | H. Pernsteiner   | Bahrain      | 18    |
| 5    | Oier Lazkano     | Caja Rural   | 17    |

### Classifica giovani - Maglia white
| Pos. | Corridore         | Squadra     | Punti     |
| ---- | ----------------- | ----------- | --------- |
| 1    | Mick van Dijke    | Jumbo       | 25h45'45" |
| 2    | Dominik Röber     | P&S         | a 4'22"   |
| 3    | Gal Glivar        | Adria Mobil | a 4'42"   |
| 4    | Oier Lazkano      | Caja Rural  | a 5'09"   |
| 5    | Santiago Buitrago | Bahrain     | a 6'23"   |

### Classifica a squadre
| Pos. | Squadra            | Tempo     |
| ---- | ------------------ | --------- |
| 1    | Bahrain Victorious | 77h21'01" |
| 2    | Team BikeExchange  | a 1'15"   |
| 3    | Jumbo-Visma        | a 1'17"   |
| 4    | Team Vorarlberg    | a 1'23"   |
| 5    | Equipo Kern Pharma | s.t.      |